# Adanchuli
Adanchuli (en népalais : अदानचुली) est une municipalité rurale du Népal située dans le district de Humla. Au recensement de 2011, elle comptait 7 116 habitants.
Elle regroupe les anciens comités de développement villageois de Srinagar et Kalika.